# Sierra de la Demanda (comarca)

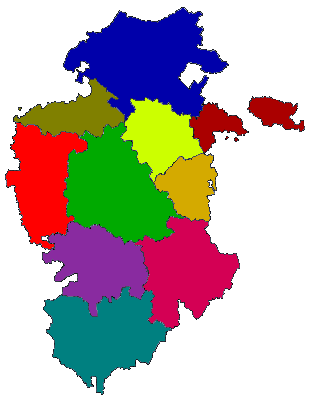
Mapa de las comarcas de Burgos.
Merindades
La Bureba
Ebro
Páramos
Odra y Pisuerga
Alfoz de Burgos
Montes de Oca
Arlanza
Sierra de la Demanda
Ribera del Duero

La comarca de Sierra de la Demanda se sitúa en la parte sureste de la provincia de Burgos (Castilla y León, España). Recorrida por el curso alto del río Arlanza, está encuadrada en el sistema Ibérico; incluye tanto espacios llanos y de piedemonte, como parcialmente a la sierra de la Demanda, y completamente a las de Neila y Mencilla.
Tiene una población de 10.082 habitantes a 1 de enero de 2024, según los datos del INE.

## Geografía

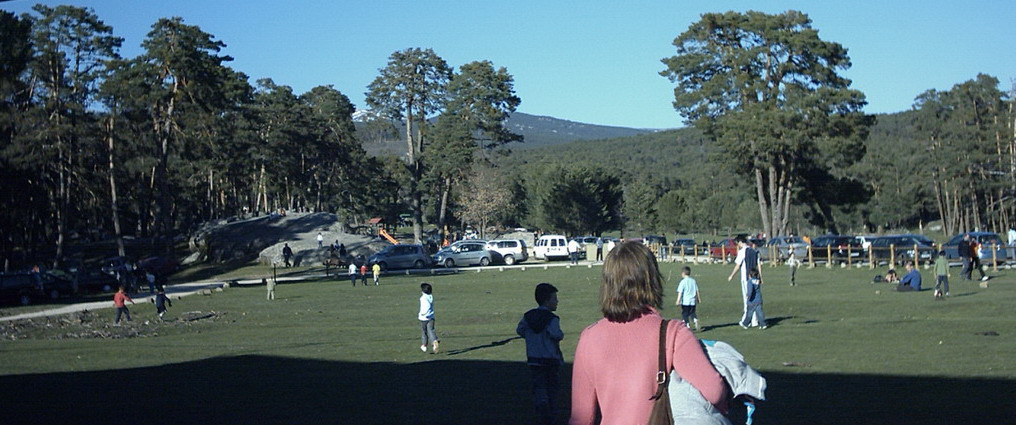
Campa del comunero de Revenga, en la subcomarca de Pinares.

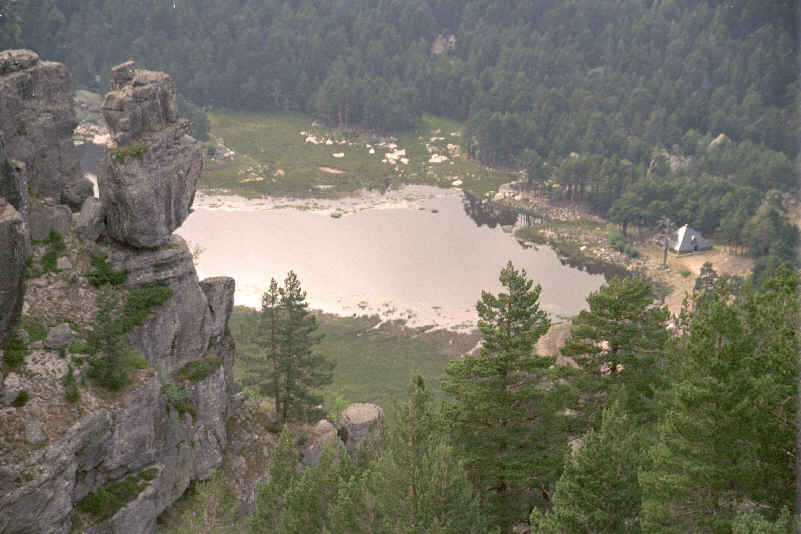
Parque natural de las Lagunas Glaciares de Neila, en la subcomarca de Pinares.

La parte occidental corresponde a las antiguas Tierras de Lara, profundamente asociadas al período de formación del Condado de Castilla y a cantares de gesta medievales como el de los siete infantes de Lara.
La zona oriental, donde el río Arlanza empieza su andadura, engloba los municipios de la histórica subcomarca de Pinares, que tiene continuidad en la comarca homónima de la provincia de Soria; ambas forman la comarca natural de Pinares Burgos-Soria.
El centro histórico y administrativo de la comarca es la villa de Salas de los Infantes, que se encuentra a la misma distancia por carretera de Barcelona (530 km) y de Santiago de Compostela (530 km).
Está cruzada por la carretera N-234, que une las ciudades de Burgos y Soria, pasando por Salas de los Infantes.

## Historia
Se han hallado numerosos restos paleontológicos en la comarca, lo que dio lugar a la creación de la Fundación para el Estudio de los Dinosaurios en Castilla y León y del Museo de Salas.
También se manifiestan antiguos asentamientos celtíberos, como los de Gete, Hacinas, o los de los parajes de «El Castillo» (Palacios de la Sierra) y «La Muela» (Vilviestre del Pinar). Más numerosos y patentes son los asentamientos medievales, destacando algunos como los de «El Castillo» (Palacios), «Cuyacabras» (Quintanar) o Revenga.

## Economía
Sus principales recursos económicos son la ganadería, las industrias madereras y la agricultura (más importante hasta los años 1960), aunque también la explotación de piedra arenisca, el turismo y la micología.

## Municipios
- Alarcia
- Arauzo de Miel
- Arauzo de Salce
- Arauzo de Torre
- Barbadillo de Herreros
- Barbadillo del Mercado
- Barbadillo del Pez
- Cabezón de la Sierra
- Canicosa de la Sierra
- Carazo
- Cascajares de la Sierra
- Castrillo de la Reina
- Contreras
- Hacinas
- Hontoria del Pinar
- Hortigüela
- Huerta de Arriba
- Huerta de Rey
- Jaramillo de la Fuente
- Jurisdicción de Lara
- La Gallega
- La Revilla y Ahedo
- Mambrillas de Lara
- Mamolar
- Monasterio de la Sierra
- Moncalvillo
- Monterrubio de la Demanda
- Neila
- Palacios de la Sierra
- Pineda de la Sierra
- Pinilla de los Barruecos
- Pinilla de los Moros
- Quintanar de la Sierra
- Rabanera del Pinar
- Regumiel de la Sierra
- Riocavado de la Sierra
- Salas de los Infantes
- Santo Domingo de Silos
- Valle de Valdelaguna
- Villanueva de Carazo
- Vilviestre del Pinar
- Vizcaínos
- Villasur de Herreros

## Localidades
- Aceña de Lara
- Aldea del Pinar
- Arroyo de Salas
- Bezares
- Castrovido
- Doña Santos
- Gete
- Hinojar de Cervera
- Hinojar del Rey
- Hortezuelos
- Hoyuelos de la Sierra
- Huerta de Abajo
- Huerta de Rey
- Lara de los Infantes
- Monasterio de la Sierra
- Navas del Pinar
- Paúles de Lara
- Peñacoba
- Peñalba de Castro
- Piedrahíta de Muñó
- Quintanarraya
- Quintanilla de Urrilla
- Terrazas
- Tolbaños de Abajo
- Tolbaños de Arriba
- Vallejimeno
- Villoruebo

## En la literatura
Varias novelas están ambientadas en la comarca: las de la trilogía barojiana Memorias de un hombre de acción y la novela policíaca La foto misteriosa (2010), de David Munguía Mediavilla, singularmente en Palacios de la Sierra.